# Безводовское сельское поселение
Безводовское се́льское поселе́ние — муниципальное образование в Кузоватовском районе Ульяновской области Российской Федерации.
Административный центр — село Безводовка.

## История
Статус и границы сельского поселения установлены Законом Ульяновской области от 13 июля 2004 года № 043-ЗО «О муниципальных образованиях Ульяновской области».

## Население
| 2010  | 2012  | 2013  | 2014  | 2015  | 2016  | 2017  |
| ----- | ----- | ----- | ----- | ----- | ----- | ----- |
| 3456  | ↘3327 | ↘3220 | ↘3156 | ↘3081 | ↘3032 | ↘2931 |
| 2018  | 2019  | 2020  | 2021  |       |       |       |
| ↘2846 | ↘2789 | ↘2728 | ↘2699 |       |       |       |

## Состав сельского поселения
| №  | Населённый пункт    | Тип населённого пункта       | Население |
| -- | ------------------- | ---------------------------- | --------- |
| 1  | Безводовка          | село, административный центр | ↘375      |
| 2  | Безводовка          | железнодорожная станция      | 219       |
| 3  | Беркулейка          | посёлок                      | 61        |
| 4  | Волынщина           | село                         | 643       |
| 5  | Ерыклинский участок | посёлок                      | 47        |
| 6  | Коромысловский      | разъезд                      | 6         |
| 7  | Латышский           | посёлок                      | 5         |
| 8  | Малая Борла         | село                         | 155       |
| 9  | Озерки              | село                         | 43        |
| 10 | Приволье            | посёлок                      | 394       |
| 11 | Рощино              | посёлок                      | 90        |
| 12 | Студенец            | село                         | 832       |
| 13 | Томылово            | село                         | ↘503      |
| 14 | Трубетчина          | село                         | 83        |

## Местное самоуправление
Главой поселения является Маркелов Михаил Васильевич.